# Vệ Khang bá
Vệ Khang bá (chữ Hán: 衞康伯), tên huý là Mao (髦), là vị vua thứ hai của nước Vệ – chư hầu nhà Chu trong lịch sử Trung Quốc.
Mao là con của Vệ Khang Thúc – vua đầu tiên nước Vệ. Sau khi Khang Thúc mất, Mao lên nối ngôi, sử gọi là Vệ Khang bá.
Không rõ Vệ Khang bá lên ngôi và mất năm nào. Con ông là Vệ Khảo bá lên nối ngôi.